# Épisodes d'Alerte Contagion
Cet article présente le guide des épisodes de la série télévisée américaine Alerte Contagion.

## Généralités
- Aux États-Unis, la saison a été diffusée du 19 avril 2016 au 19 juillet 2016 sur The CW ;
- Au Canada, le pilote a été disponible le lendemain sur le site web de Global, puis le lundi suivant à la télévision depuis 25 avril 2016. Les épisodes suivants ont été diffusés 25 heures à l'avance.

## Distribution

### Acteurs principaux
- David Gyasi : Major Alex « Lex » Carnahan
- Christina Moses : Jana
- Chris Wood : Officer Jake Riley
- Kristen Gutoskie : Katie Frank
- Claudia Black : Dr Sabine Lommers
- Hanna Mangan Lawrence : Teresa
- George Young (en) : Dr Victor Cannerts
- Trevor St. John : Leo Green

### Acteurs récurrents
- Zachary Unger : Quentin Frank, fils de Katie (12 épisodes)
- Nadine Lewington (en) : Suzy (12 épisodes)
- Shawn Parsons : Sam (10 épisodes)
- Demetrius Bridges : Xander (9 épisodes)
- Yohance Myles : Dennis (9 épisodes)
- Gregory Alan Williams : Chief Besser (7 épisodes)
- Donielle T. Hansley Jr. : Thomas (7 épisodes)
- Scott Parks : Pete Walden (7 épisodes)
- Miles Doleac (en) : Captain Lee Scott (7 épisodes)
- Mykel Shannon Jenkins (en) : Trey (7 épisodes)
- John Winscher : Tony (6 épisodes)
- Nadej k Bailey : Britney (6 épisodes)
- Adin Steckler : Mary (6 épisodes)
- Jimmy Gonzales : Officer Meese (6 épisodes)
- Charles Black : Bert (6 épisodes)
- Jordane Christie : Cinco (6 épisodes)

## Liste des épisodes

### Épisode 1:Patient zéro
- États-Unis : 19 avril 2016 sur The CW[1]
- Canada : 25 avril 2016 sur Global
- Belgique : 28 février 2017 sur La Une[2]
- Québec : 21 mars 2017 sur Max[3]
- France : 21 juillet 2018 sur TF1

- États-Unis : 1,67 million de téléspectateurs[4] (première diffusion)
- France : 2,35 millions de téléspectateurs

### Épisode 2:Quarantaine
- Canada : 25 avril 2016 sur Global
- États-Unis : 26 avril 2016 sur The CW
- Belgique : 28 février 2017 sur La Une
- Québec : 28 mars 2017 sur Max
- France : 21 juillet 2018 sur TF1

- États-Unis : 1,56 million de téléspectateurs[5] (première diffusion)
- France : 2,24 millions de téléspectateurs

### Épisode 3:Premier à tomber
- Canada : 2 mai 2016 sur Global
- États-Unis : 3 mai 2016 sur The CW
- Belgique : 7 mars 2017 sur La Une
- Québec : 4 avril 2017 sur Max
- France : 21 juillet 2018 sur TF1

- États-Unis : 1,48 million de téléspectateurs[6] (première diffusion)
- France : 2,08 millions de téléspectateurs

### Épisode 4:Chaos
- Canada : 9 mai 2016 sur Global
- États-Unis : 10 mai 2016 sur The CW
- Belgique : 7 mars 2017 sur La Une
- Québec : 11 avril 2017 sur Max
- France : 21 juillet 2018 sur TF1

- États-Unis : 1,35 million de téléspectateurs[7] (première diffusion)
- France : 1,65 million de téléspectateurs

### Épisode 5:Brebis et loups
- Canada : 16 mai 2016 sur Global
- États-Unis : 17 mai 2016 sur The CW
- Belgique : 14 mars 2017 sur La Une
- Québec : 18 avril 2017 sur Max
- France : 28 juillet 2018 sur TF1

- États-Unis : 1,28 million de téléspectateurs[8] (première diffusion)
- France : 2,01 millions de téléspectateurs[9](première diffusion)

### Épisode 6:Canicule
- Canada : 23 mai 2016 sur Global
- États-Unis : 24 mai 2016 sur The CW
- Belgique : 14 mars 2017 sur La Une
- Québec : 25 avril 2017 sur Max
- France : 28 juillet 2018 sur TF1

- États-Unis : 1,40 million de téléspectateurs[10] (première diffusion)
- France : 1,81 million de téléspectateurs[9](première diffusion)

### Épisode 7:La Tour d'ivoire
- Canada : 30 mai 2016 sur Global
- États-Unis : 31 mai 2016 sur The CW
- Belgique : 21 mars 2017 sur La Une
- Québec : 2 mai 2017 sur Max
- France : 28 juillet 2018 sur TF1

- États-Unis : 1,06 million de téléspectateurs[11] (première diffusion)
- France : 1,58 million de téléspectateurs[9](première diffusion)

### Épisode 8:Le Début de la fin
- Canada : 13 juin 2016 sur Global
- États-Unis : 14 juin 2016 sur The CW
- Belgique : 22 mars 2017 sur La Une
- Québec : 9 mai 2017 sur Max
- France : 28 juillet 2018 sur TF1

- États-Unis : 950 000 téléspectateurs[12] (première diffusion)
- Canada : 623 000 téléspectateurs[13] (première diffusion + différé 7 jours)
- France : 1,35 million de téléspectateurs[9](première diffusion)

### Épisode 9:Diviser pour mieux régner
- Canada : 20 juin 2016 sur Global
- États-Unis : 21 juin 2016 sur The CW
- Belgique : 28 mars 2017 sur La Une
- Québec : 16 mai 2017 sur Max
- France : 4 août 2018 sur TF1

- États-Unis : 870 000 téléspectateurs[14] (première diffusion)
- France : 1,66 million de téléspectateurs[15](première diffusion)

### Épisode 10:L'Aube d'un nouveau jour
- Canada : 27 juin 2016 sur Global
- États-Unis : 28 juin 2016 sur The CW
- Belgique : 28 mars 2017 sur La Une
- Québec : 23 mai 2017 sur Max
- France : 4 août 2018 sur TF1

- États-Unis : 860 000 téléspectateurs[16] (première diffusion)
- France : 1,34 million de téléspectateurs[15](première diffusion)

### Épisode 11:Dernier Souffle
- Canada : 4 juillet 2016 sur Global
- États-Unis : 5 juillet 2016 sur The CW
- Belgique : 4 avril 2017 sur La Une
- Québec : 30 mai 2017 sur Max
- France : 4 août 2018 sur TF1

- États-Unis : 820 000 téléspectateurs[17] (première diffusion)
- France : 1,23 million de téléspectateurs[15](première diffusion)

### Épisode 12:Les Fugitifs
- Canada : 11 juillet 2016 sur Global
- États-Unis : 12 juillet 2016 sur The CW
- Belgique : 4 avril 2017 sur La Une
- Québec : 6 juin 2017 sur Max
- France : 4 août 2018 sur TF1

- États-Unis : 780 000 téléspectateurs[18] (première diffusion)
- France : 1,02 million de téléspectateurs[15](première diffusion)

### Épisode 13:Des vies à reconstruire
- Canada : 18 juillet 2016 sur Global
- États-Unis : 19 juillet 2016 sur The CW
- Belgique : 11 avril 2017 sur La Une
- Québec : 13 juin 2017 sur Max
- France : 4 août 2018 sur TF1

- États-Unis : 850 000 téléspectateurs[19] (première diffusion)
- France : 901 000 téléspectateurs[15](première diffusion)